# Lago Shelf
El lago Shelf es un lago glacial en el Condado de Custer, Idaho, Estados Unidos, situado en las White Cloud Mountains. El lago se llama así por una distintiva plataforma (sheft en inglés) rocosa que se extiende a lo largo de las orillas sur y oeste del lago. El lago es accesible por la pista forestal 683 del bosque nacional Sawtooth.